# Charlotte Laurie
Charlotte Louisa Laurie (Puerto España, ca. 1857 - 25 de marzo de 1933) fue una botánica británica, reconocida por sus escrituras y enseñanza. No muchos detalles de su vida sobreviven, pero se sabe que escribió al menos tres textos botánicos, publicados entre 1903 y 1906. 
Enseñó en Cheltenham Ladies College de 1880 a 1910. Sus estudios botánicos se centraron en la flora de Gloucestershire.